# Марвиці (Західнопоморське воєводство)
Марвиці (пол. Marwice, нім. Marwitz) — село в Польщі, у гміні Відухова Грифінського повіту Західнопоморського воєводства.
Населення — 210 осіб (2011).
У 1975-1998 роках село належало до Щецинського воєводства.

## Демографія
Демографічна структура станом на 31 березня 2011 року:
|          | Загалом | Допрацездатний вік | Працездатний вік | Постпрацездатний вік |
| -------- | ------- | ------------------ | ---------------- | -------------------- |
| Чоловіки | 117     | 25                 | 82               | 10                   |
| Жінки    | 93      | 20                 | 56               | 17                   |
| Разом    | 210     | 45                 | 138              | 27                   |